# Gablenz (Oberlausitz)
Gablenz, obersorbisch Jabłońcⓘ, ist eine Gemeinde im Landkreis Görlitz in Sachsen. Sie ist Mitglied der Verwaltungsgemeinschaft Bad Muskau und liegt im sorbischen Siedlungsgebiet in der Oberlausitz.

## Geografie und Verkehr
Die Gemeinde Gablenz liegt im nordwestlichen Teil des Landkreises, etwa 5 km nordöstlich von Weißwasser/Oberlausitz entfernt. Die B 156 verläuft etwa 2 km südöstlich des Ortes. Die B 115 verläuft etwa 6 km entfernt. Die Gemeinde liegt im Wald- und Teichgebiet der Muskauer Heide. Durch Gablenz fließt die Räderschnitza (sorbisch Radošnica), die bei Bad Muskau von links in die Lausitzer Neiße mündet.
Die nächsten Bahnhöfe sind in Weißwasser und im westlich liegenden Schleife an der Bahnstrecke Berlin–Görlitz.
An die Gemeinde Gablenz grenzen im Uhrzeigersinn Jämlitz-Klein Düben (N) im brandenburgischen Landkreis Spree-Neiße, Bad Muskau (O), Krauschwitz (SO), Weißwasser/Oberlausitz (S) und Groß Düben (W).

## Gemeindegliederung
Die Gemeinde besteht aus den Gemeindeteilen Gablenz (Jabłońc) und Kromlau (Kromola). Zur Gemarkung Gablenz gehört auch die Siedlung Wossinka direkt an der brandenburgischen Landesgrenze. Die früheren Siedlungen Gora und Waldrand (bis 1937 Pretznicka) sind heute ebenfalls in Gablenz aufgegangen, auf erstere Siedlung deutet ein Straßenname hin.

## Geschichte

### Ortsgeschichte
Die urkundliche Ersterwähnung von Gablenz erfolgte 1268 in einer oberlausitzischen Grenzurkunde, in der auch weitere Orte wie beispielsweise die Stadt Rothenburg/Oberlausitz ihre urkundliche Ersterwähnung fanden.
Gablenz war jahrhundertelang durch die benachbarte Stadt Muskau sowie die dortige Standesherrschaft Muskau geprägt, zu der Gablenz spätestens seit dem 16. Jahrhundert gehörte. Die schlesische Exklave Kromlau an der Grenze zwischen den Markgraftümern Oberlausitz und Niederlausitz hingegen gehörte nie zur Standesherrschaft Muskau. Der Ort war historisch eher mit den angrenzenden Orten der Niederlausitz verbunden, obgleich Kromlau in Gablenz eingepfarrt ist.
Als die östliche Hälfte der Oberlausitz als Folge des Wiener Kongresses 1815 an Preußen abgetreten werden musste, wurde Gablenz im Folgejahr in den Landkreis Rothenburg (Ob. Laus.) eingegliedert. Seit 1874 gehörte die Landgemeinde zum Amtsbezirk Muskau I, der 1933 in die neuen Amtsbezirke Keula und Lugknitz aufgeteilt wurde. Nachdem die Gemeinde Lugknitz 1940 aufgeteilt und eingemeindet wurde, wurde der zugehörige Amtsbezirk in „Amtsbezirk Gablenz“ umbenannt. In ihm befanden sich bis 1945 die Gemeinden Gablenz und Köbeln sowie das Burglehn Muskau.
Noch gegen Ende des 19. Jahrhunderts war die Mehrzahl der Gablenzer einsprachig sorbisch und sprach den Muskauer Übergangsdialekt. Arnošt Muka zählte 1884/85 insgesamt 793 Einwohner, davon 755 Sorben und 38 Deutsche. Er berichtete, dass zwar in den Jahren zuvor deutsche Pfarrer den Dienst in der Pfarrgemeinde angetreten hätten, diese sich jedoch aufgrund der sprachlichen Verhältnisse in der Gemeinde gezwungen sahen, das Sorbische zu erlernen, um mit ihren Gemeindemitgliedern kommunizieren zu können.
Als im Juli 1952 in der DDR die Länder zugunsten der neuen Bezirke abgeschafft und die Kreise neu geordnet wurden, wurde Kromlau bei der Gründung des Kreises Weißwasser diesem zugeordnet. Damit gehörte der Ort fortan zur gleichen Verwaltungseinheit wie Gablenz.
Zum 1. Januar 1999 schlossen sich die Gemeinden Kromlau und Gablenz zusammen.

### Namensherkunft
Nach Meschgang bedeutet der sorbische Name Jabłońc ‚Niederlassung am Apfelbaum‘. Erwähnungen waren 1268 als Gabelenz, 1499 als Gabelencz und 1767 als Jabłonz (vgl. Jablonec). 
Der Kromlauer Name könnte entweder aus dem Personnamen Kromola entstanden sein oder auf das altsorbische kromoła für ‚Zank‘ oder ‚Streit‘ zurückgehen. Erwähnungen waren 1542 als Kromola, Krommolau, Krumla sowie 1843 als Kromoła.

## Politik

### Gemeinderat
Der Gemeinderat der Gemeinde Gablenz besteht aus 12 Gemeinderäten. Die letzte Wahl am 9. Juni 2024 führte bei einer Wahlbeteiligung von 74,9 % zu folgendem Ergebnis:
| Gemeinderat ab 2024Insgesamt 12 Sitze - WfE: 2 - UWVGK: 1 - CDU: 5 - AfD: 4 | Partei / Wählervereinigung                    | 2024   | 2024   | 2019   | 2019   | 2014   | 2014   | 2009   |
| Gemeinderat ab 2024Insgesamt 12 Sitze - WfE: 2 - UWVGK: 1 - CDU: 5 - AfD: 4 | Partei / Wählervereinigung                    | in %   | Sitze  | in %   | Sitze  | in %   | Sitze  | in %   |
| Gemeinderat ab 2024Insgesamt 12 Sitze - WfE: 2 - UWVGK: 1 - CDU: 5 - AfD: 4 | CDU                                           | 41,2 % | 5      | 43,9 % | 6      | 53,0 % | 7      | 42,5 % |
| Gemeinderat ab 2024Insgesamt 12 Sitze - WfE: 2 - UWVGK: 1 - CDU: 5 - AfD: 4 | AfD                                           | 31,8 % | 4      | –      | –      | –      | –      | –      |
| Gemeinderat ab 2024Insgesamt 12 Sitze - WfE: 2 - UWVGK: 1 - CDU: 5 - AfD: 4 | Wählervereinigung Wir für Euch                | 14,4 % | 2      | 26,9 % | 3      | –      | –      | –      |
| Gemeinderat ab 2024Insgesamt 12 Sitze - WfE: 2 - UWVGK: 1 - CDU: 5 - AfD: 4 | Unabhängige Wählervereinigung Gablenz/Kromlau | 12,7 % | 1      | 15,3 % | 2      | 17,1 % | 2      | 11,9 % |
| Gemeinderat ab 2024Insgesamt 12 Sitze - WfE: 2 - UWVGK: 1 - CDU: 5 - AfD: 4 | SPD                                           | –      | –      | 05,9 % | –      | 12,1 % | 1      | 17,4 % |
| Gemeinderat ab 2024Insgesamt 12 Sitze - WfE: 2 - UWVGK: 1 - CDU: 5 - AfD: 4 | Die Linke                                     | –      | –      | 08,0 % | 1      | 14,9 % | 2      | 14,8 % |
| Gemeinderat ab 2024Insgesamt 12 Sitze - WfE: 2 - UWVGK: 1 - CDU: 5 - AfD: 4 | FDP                                           | –      | –      | –      | –      | 02,9 % | –      | ?      |
| Gemeinderat ab 2024Insgesamt 12 Sitze - WfE: 2 - UWVGK: 1 - CDU: 5 - AfD: 4 | Freie Wähler                                  | –      | –      | –      | –      | –      | –      | 10,3 % |
| Gemeinderat ab 2024Insgesamt 12 Sitze - WfE: 2 - UWVGK: 1 - CDU: 5 - AfD: 4 | Wahlbeteiligung                               | 74,9 % | 74,9 % | 69,7 % | 69,7 % | 52,8 % | 52,8 % | ?      |

### Bürgermeister
- 1994–2001: Achim Hoffmann (parteilos)
- 2001–2011: Lothar Karger (Freie Wählervereinigung)
- seit 2011: Dietmar Noack (CDU)

| Wahl | Bürgermeister                | Vorschlag         | Wahlergebnis (in %) |
| ---- | ---------------------------- | ----------------- | ------------------- |
| 2025 | Friedrich Kurt Dietmar Noack | CDU               | 96,6                |
| 2018 | Friedrich Kurt Dietmar Noack | CDU               | 96,5                |
| 2011 | Friedrich Kurt Dietmar Noack | CDU               | 92,3                |
| 2008 | Lothar Karger                | Wählervereinigung | 74,5                |
| 2001 | Lothar Karger                | CDU               | 94,0                |

## Sehenswürdigkeiten

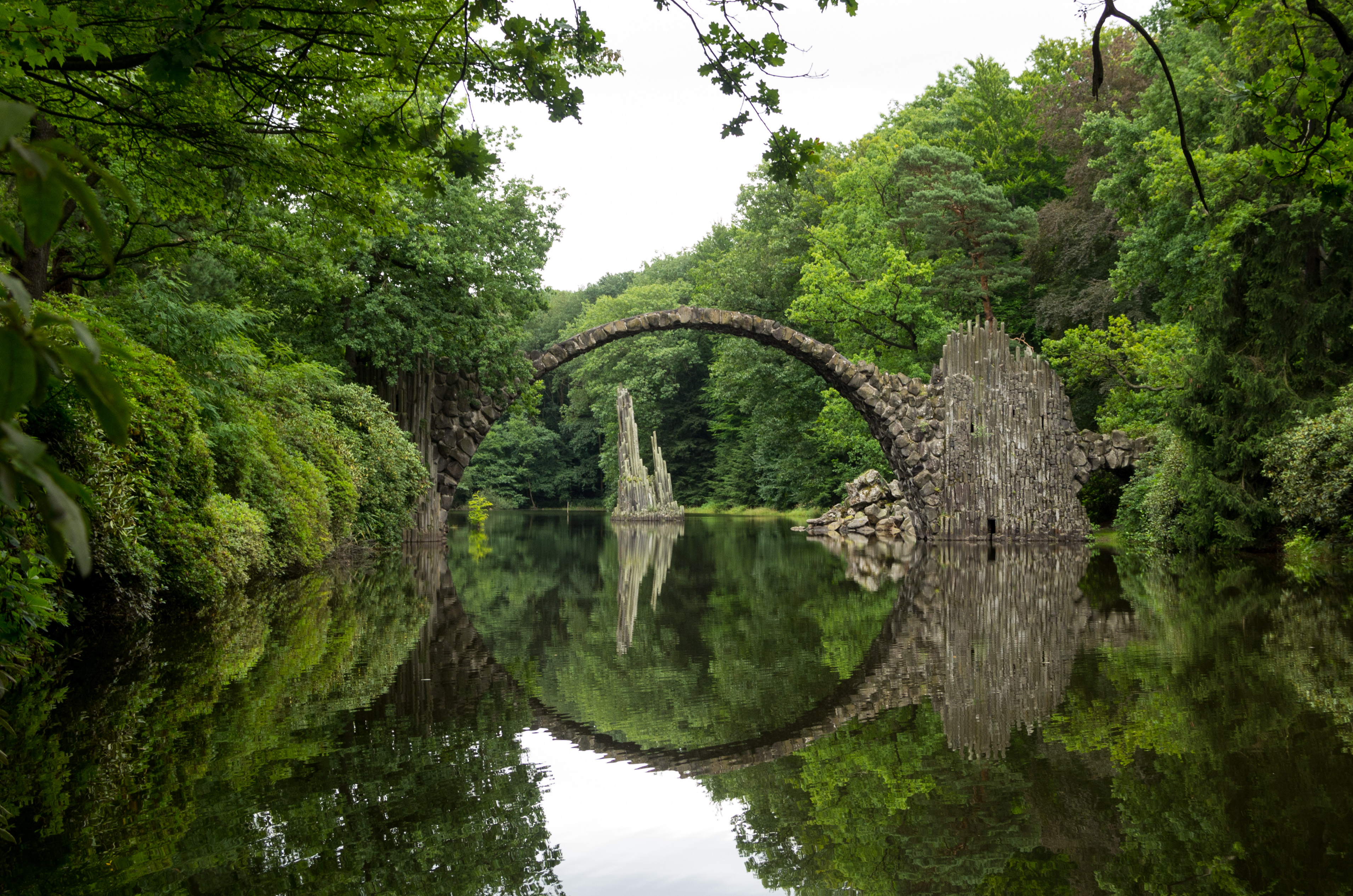
Rakotzbrücke im Azaleen- und Rhododendronpark Kromlau

Von überregionaler Bedeutung ist der Azaleen- und Rhododendronpark Kromlau mit Rakotzbrücke und Rakotzsee, Schloss Kromlau und dem Kavaliershaus, auch Schweizerhaus genannt.

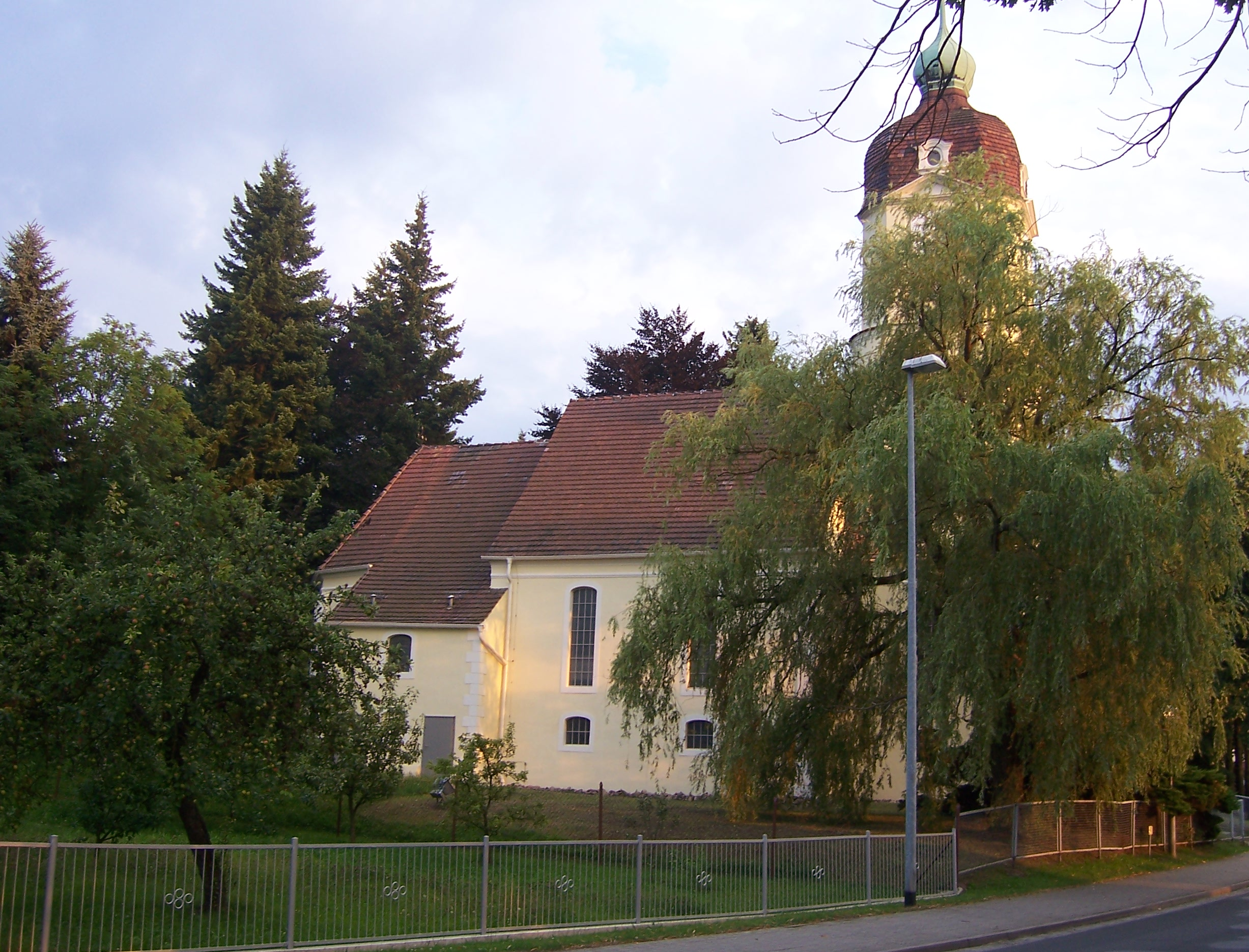
Gablenzer Trinitatis-Kirche

Die Dorfkirche in Gablenz wurde 1759 in spätbarocker Form und mit Unterstützung des Muskauer Standesherrn neu erbaut. Zur 150-jährigen Kirchweihe hatte Pfarrer Adolf Aisch die Geschichte des Kirchspiels Gablenz und seiner Dörfer (Gablenz, Jämlitz, Klein Düben und Kromlau) verfasst. Anlässlich der 250-jährigen Kirchweihe erhielt die Kirche den Namen Trinitatis-Kirche.
In der Nähe der Kirche befindet sich der Bartelshof mit Parkanlage. Ein auf dem Hof befindliches Schrotholzhaus ist ein über 130 Jahre altes Bienenhaus.

### Freizeit und Sport
Der Sportclub Universum im Ortskern bietet zahlreiche Kurse, Sauna und Massage. Die Gablenzer Freizeit bietet Bowlingbahnen, Minigolf, Badminton, Squash; hinzu kommen ein Badesee mit Campingplatz und Bungalows in Kromlau sowie zwei Reiterhöfe.

### Regelmäßige Veranstaltungen
Im Februar findet das Zampern mit dem anschließenden Zamperball statt. Dem schließen sich am 30. April das Hexenbrennen und Maibaumstellen. Zu Pfingsten findet mit dem Park- und Blütenfest im Kromlauer Park eins der überregional bekannten Parkfeste statt, das jedes Jahr mehrere tausend Besucher hat. Im weiteren Jahresverlauf gibt es das Vereinsfest des Gablenzer Fußballvereins sowie ein Straßenfußballturnier, in dem Gablenzer Straßenzüge oder Siedlungen gegeneinander antreten. Zum Tag der Deutschen Einheit am 3. Oktober wird ein Oktoberfest mit Oktoberfeuer und Drachenfest, Fußball- und Volleyballturnier veranstaltet.

## Persönlichkeiten
- Kurt Lange (1923–1989), Generalleutnant der NVA
- Manfred Scheler (1929–2014), Politiker (SED), Vorsitzender des Rates des Bezirkes Dresden
- Tino Chrupalla (* 1975), Politiker (AfD)